# Специальное гашение

Специальное гашение по случаю проведения в Советском Союзе чемпионата мира по хоккею с мячом (1965)

Специальное гашение, сокращённо спецгашение, — почтовое гашение, специально организуемое ведомством почтовой связи в честь выдающегося события или памятной даты.

## Описание
Производится изготовленным для каждого случая специальным почтовым штемпелем, часто художественным, или штампом. Организуется на почтамтах или в некоторых почтовых отделениях одного или нескольких городов в строго ограниченное время (чаще всего один или несколько дней).
Иногда к дню специального гашения приурочивается выпуск в обращение соответствующих коммеморативных марок или целых серий.

## История
Спецгашения практикуются в мире с 1862 года. В СССР специальное гашение, посвящённое Дню филателии, впервые было проведено 19 августа 1922 года.
В 1934 году осуществлялось первое гашение специальным почтовым штемпелем, посвящённым советским партийным форумам. Оно было приурочено к XVII съезду ВКП(б); при этом использовалось несколько видов штемпелей стандартного оформления — с календарной переводной датой и памятным текстом по кругу. Одним из штемпелей гашение наносилось на почтовые марки СССР, наклеенные в сувенирный альбом, который вручался делегатам съезда от имени Наркомпочтеля СССР.

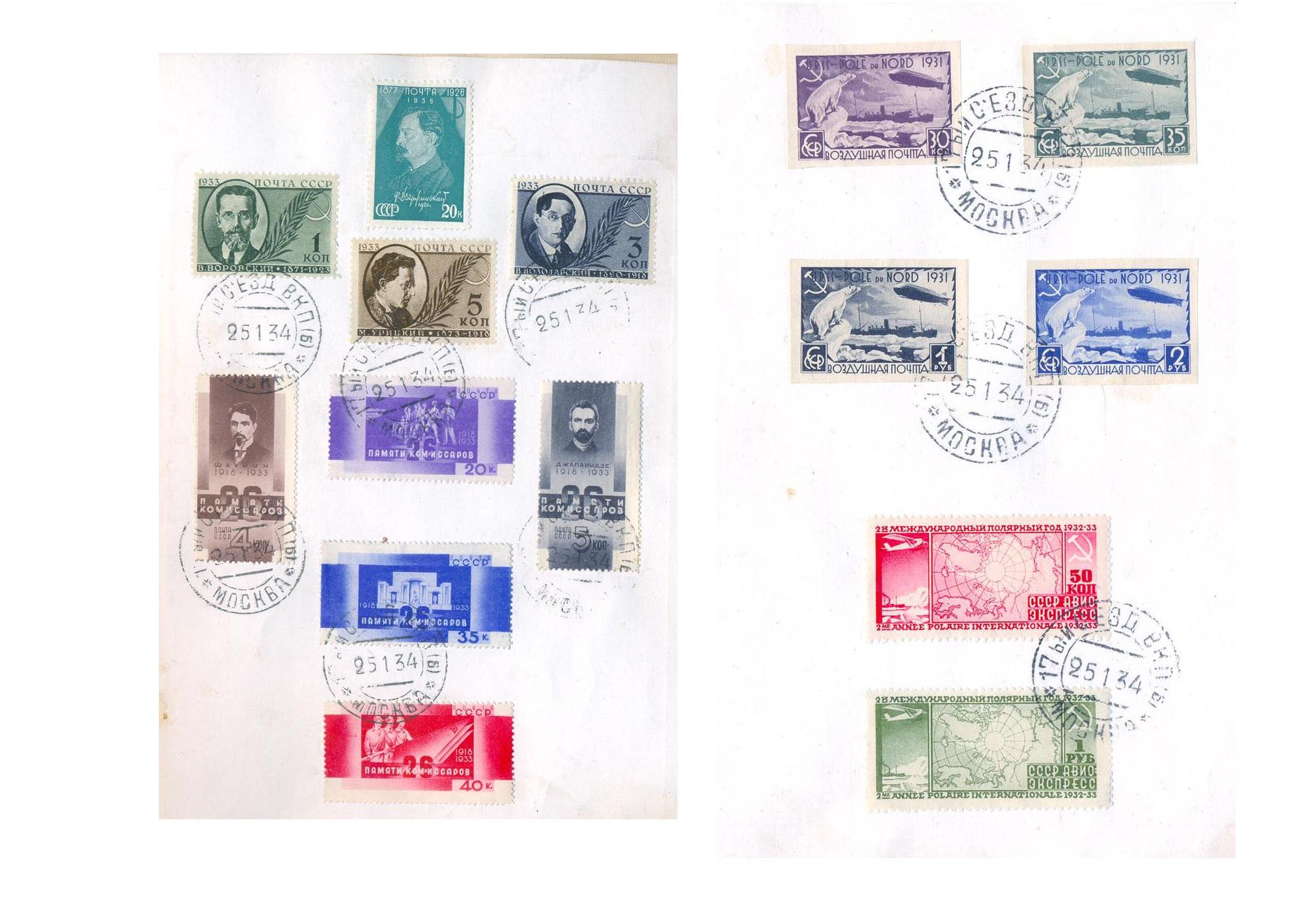
СССР: листы из подарочного филателистического альбома «Делегату XVII съезда ВКП(б)».
Спецгашение «17ый съезд ВКП(б), 25.1.34, Москва». Филателистическая редкость

В дальнейшем подобные специальные гашения производились по случаю XVIII съезда ВКП(б) (1938), XX (1956) и последующих съездов КПСС. Начиная с XXI съезда КПСС (1959) Министерство связи СССР изготавливало для подобных спецгашений художественные штемпели оригинальных рисунков.

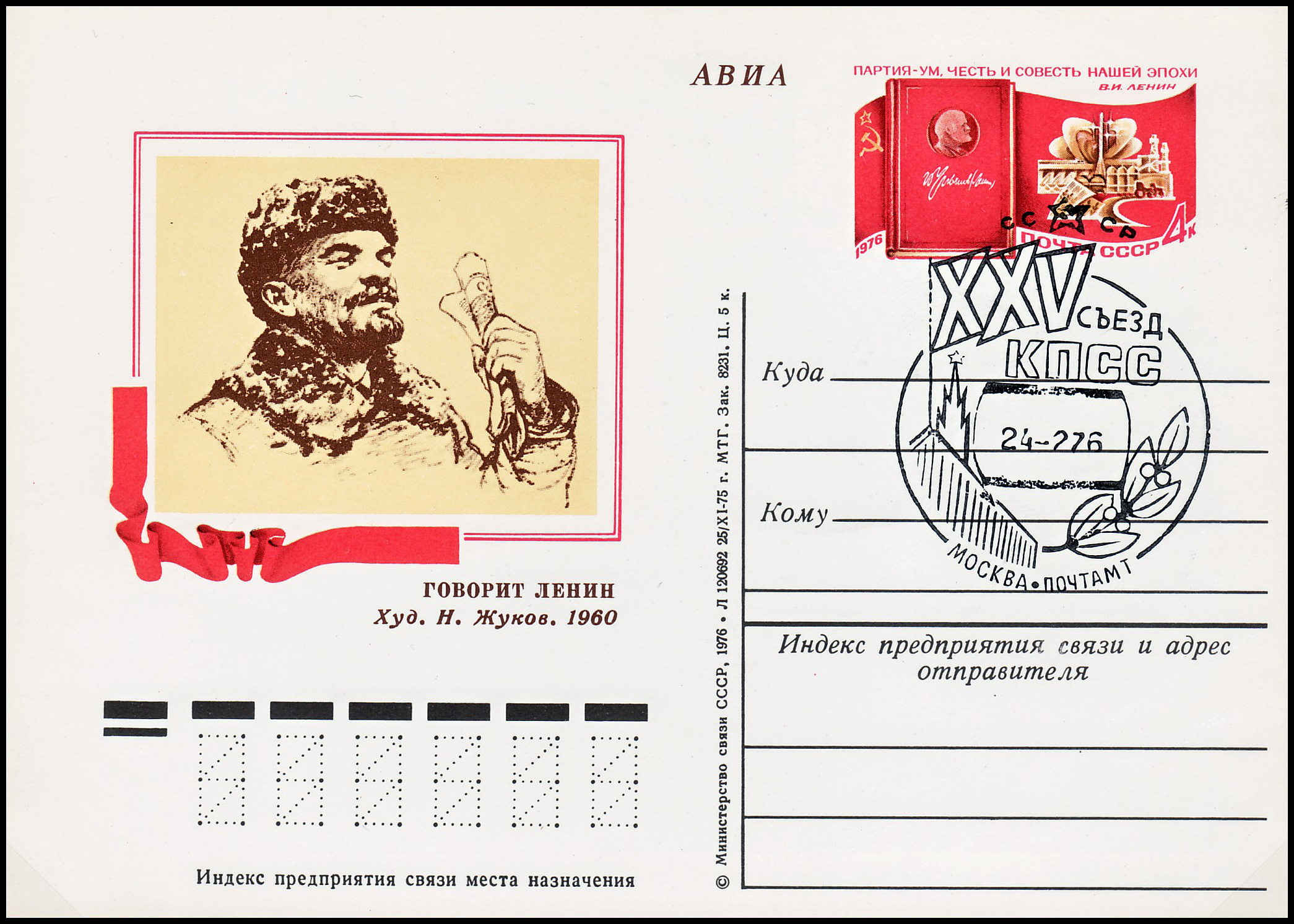
Специальное гашение «XXV съезд КПСС» на односторонней почтовой карточке с оригинальной маркой. Штемпель московского почтамта с переводной датой использовался в дни работы съезда; 24.02.1976 — день его открытия

Юбилейными гашениями отмечались также годовщины проведения первых съездов РСДРП и другими специальными гашениями — культурные (филателистические) мероприятия, связанные с партийными съездами.
Первое специальное гашение постсоветской России, посвящённое XVI Зимним Олимпийским играм, было организовано 10 января 1992 года.

## Примеры
Ниже даны иллюстративные примеры специальных гашений, выполненных на почтовых блоках, односторонних почтовых карточках с оригинальной маркой и художественных конвертах, а также гашений первого дня).

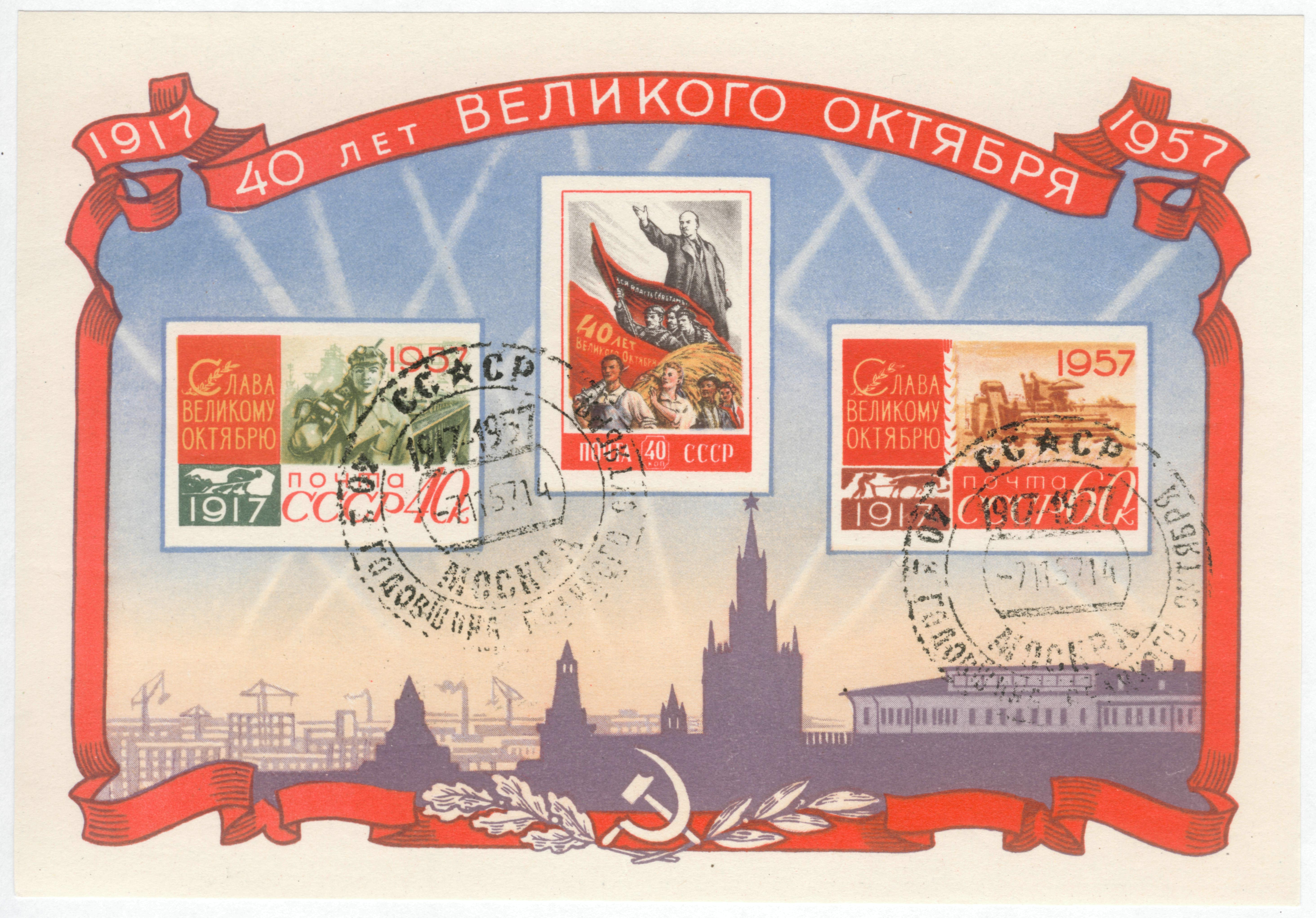
СССР: «40-я годовщина Великого Октября. 1917—1957».
Спецгашение, 7 ноября 1957, Москва

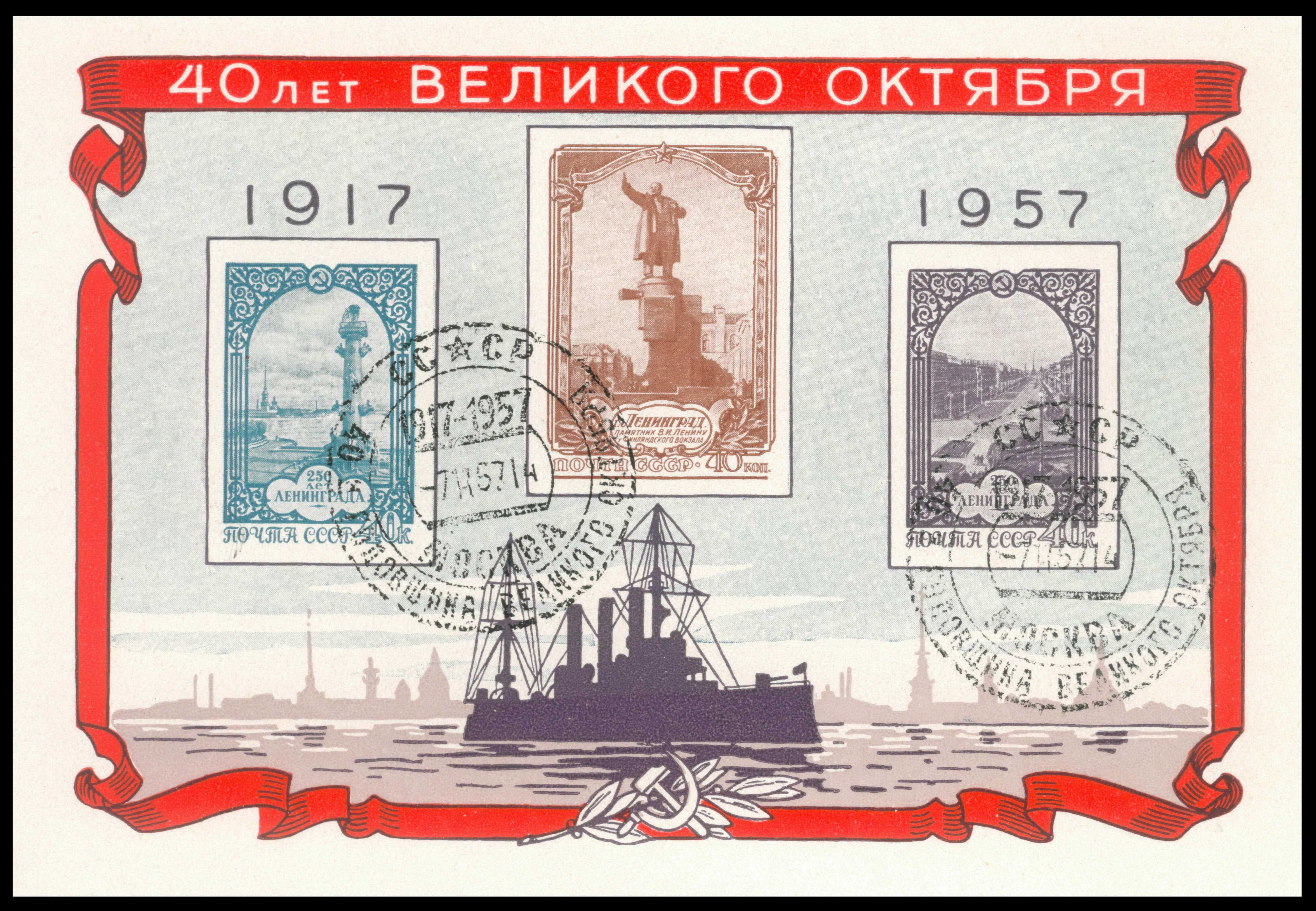
То же (на другом блоке)

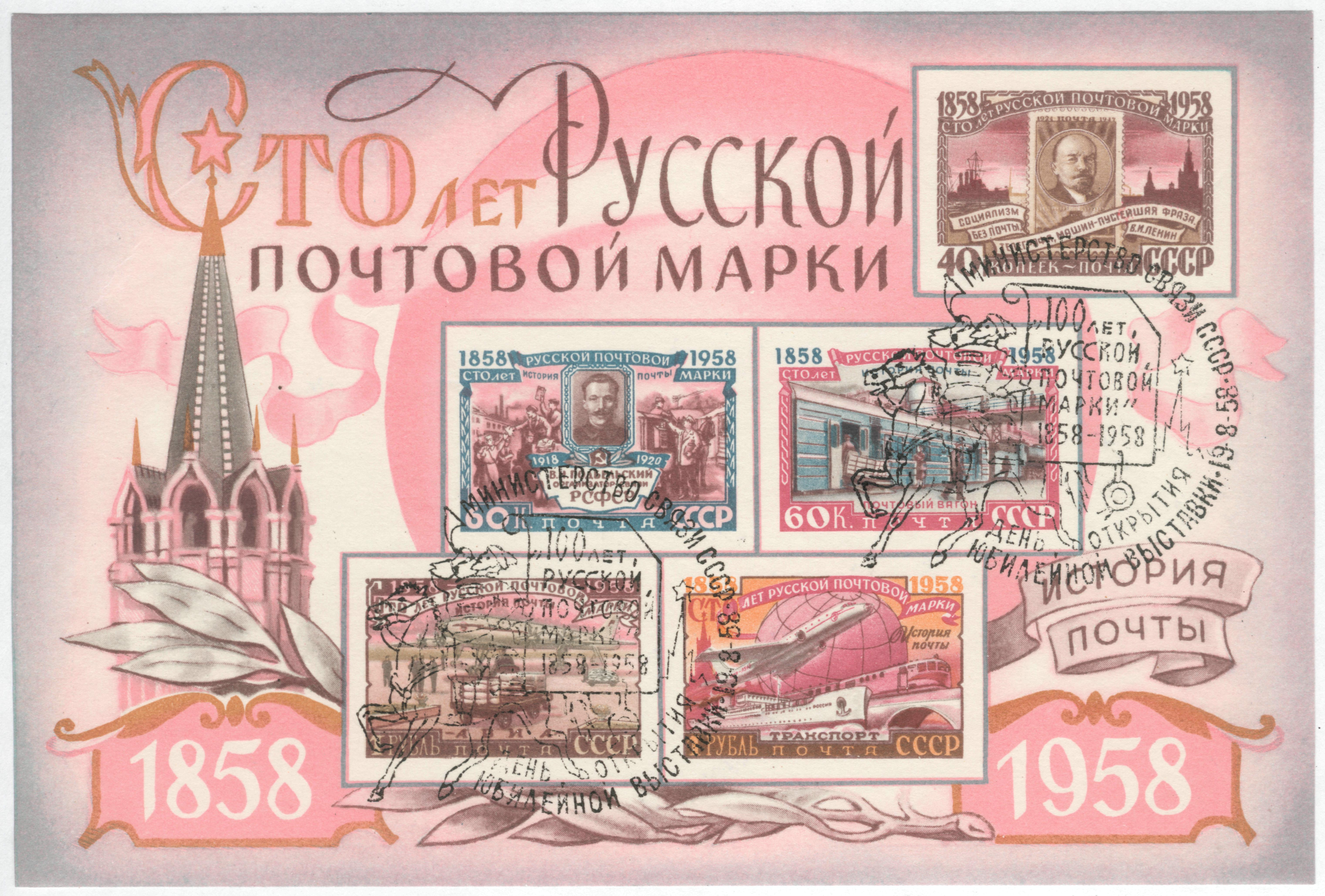
СССР: «„100 лет русской почтовой марки“. 1858—1958. День открытия юбилейной выставки». Спецгашение, 19 августа 1958, Москва

КНДР: «150 лет со дня рождения графа Фердинанда фон Цеппелина»(Sc #2768). Спецгашение штемпелем с портретом графа, 1988, Пхеньян

На почтовых блоках
На односторонних почтовых карточках с оригинальной маркой
| | |                                                                                   | |
| СССР: «Сверхдальний перелёт Ил-18Д Москва—Антарктида—Москва». Спецгашение, 10 февраля 1981 (в Антарктиде лето), Москва | СССР: Прошедшая почту карточка к предварительному футбольному турниру в Киеве на XXII Летних Олимпийских играх. Спецгашение, 20 июля 1980, Киев | СССР: «Москва — столица Игр XXII Олимпиады». Спецгашение, 23 августа 1978, Москва | СССР: «Игры XXII Олимпиады. Москва-80. Торжественное закрытие». Спецгашение, 3 августа 1980, Москва |

|                                                                    |                                                                                            |
| СССР: «М. А. Врубель. 1856—1910». Спецгашение, 20 марта 1991, Омск | Украина: «С Рождеством Христовым!». Спецгашение (сапожок с подарками), 7 января 2004, Луцк |

На художественных конвертах
|  |  |  |  |

Гашение первого дня
| |                                                                                       |
| СССР: «150 лет со дня рождения художника И. Н. Крамского». Гашение первого дня, 8 июня 1987, Москва | СССР: «70 лет пограничным войскам КГБ СССР». Гашение первого дня, 28 мая 1988, Москва |